# Lame Rosse
Le Lame Rosse sono morfologie calanchive che interessano una successione sedimentaria dal colore tipicamente arrossato. Il sito si trova nel complesso dei Monti Sibillini, e più precisamente nel comune di Fiastra (MC).
La successione sedimentaria si è depositata in un ambiente di conoide colluviale ai piedi di un ripido rilievo. I sedimenti che sono stati depositati da questo processo sono principalmente clasti molto spigolosi che derivano dal disfacimento fisico e meccanico di formazioni rocciose più antiche ed in particolare della Formazione della Scaglia Rossa, motivo per il quale i sedimenti osservabili presentano questa peculiare colorazione rossa e rosata. 
Successivamente alla deposizione, gli agenti climatici attraverso processi di erosione hanno portato allo sviluppo di forme calanchive e pinnacoli (la cui preservazione è possibile grazie alla presenza di livelli di brecce cementate che proteggono i sedimenti sottostanti da una ulteriore erosione). 
Grazie alla spettacolarità del luogo e alla relativa facilità di accesso (lo si può raggiungere in circa 1h di cammino con un comodo e ben segnato sentiero), il sito è frequentato da migliaia di visitatori durante la bella stagione e rappresenta sicuramente uno dei geositi più interessanti ed affascinanti del Parco Nazionale dei Monti Sibillini.

## Nome
Nel lessico dialettale dell'area dei Monti Sibillini la "lama" indica una parete ripida e scivolosa della montagna, composta principalmente da detriti instabili. Il verbo "lamare" è utilizzato nell'accezione dialettale col significato di "franare", richiamando il concetto della terra o roccia che scivola su sé stessa levigando la montagna.

## Territorio

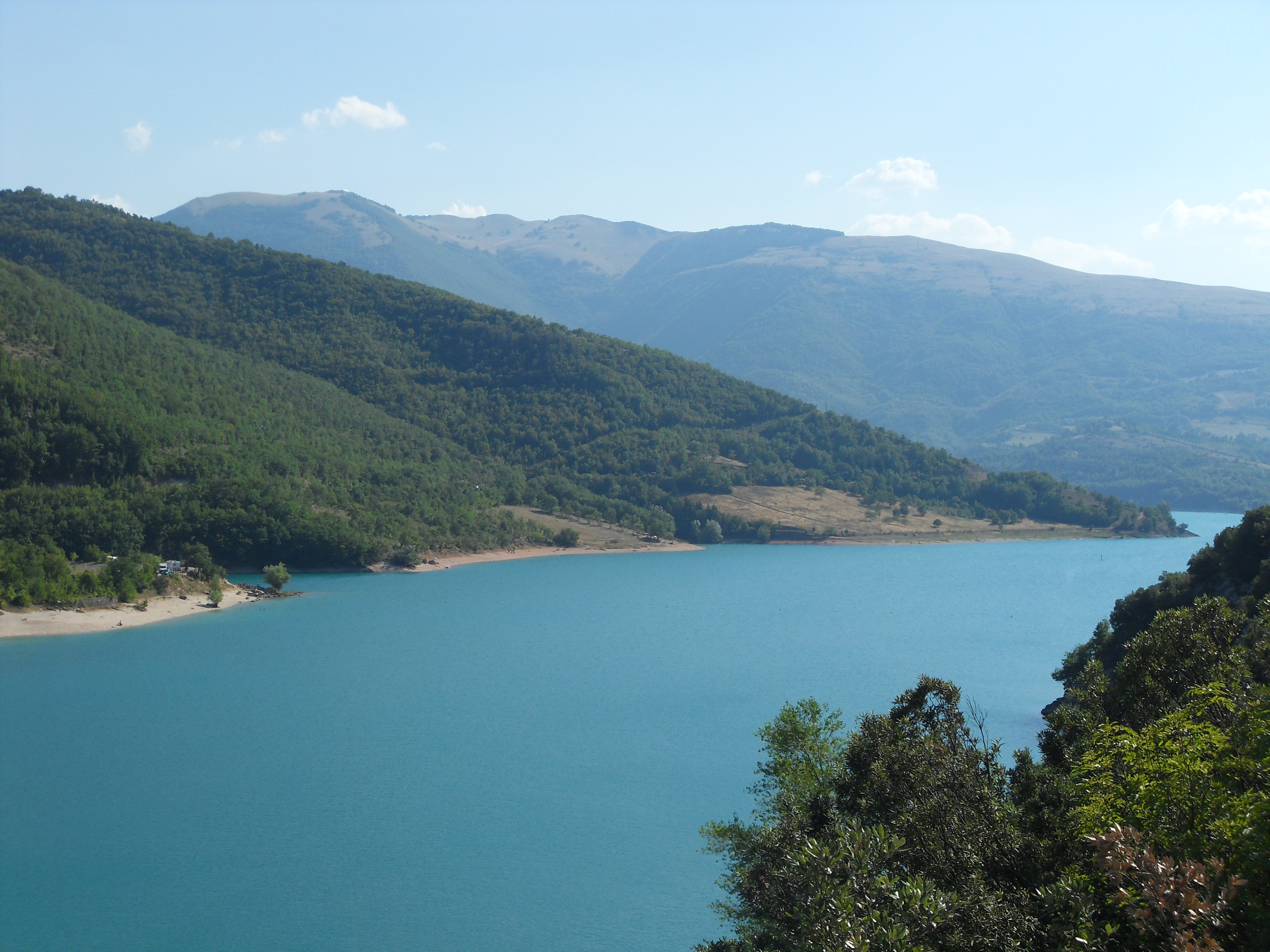
Scorcio del Lago di Fiastra (di ritorno dall'escursione).

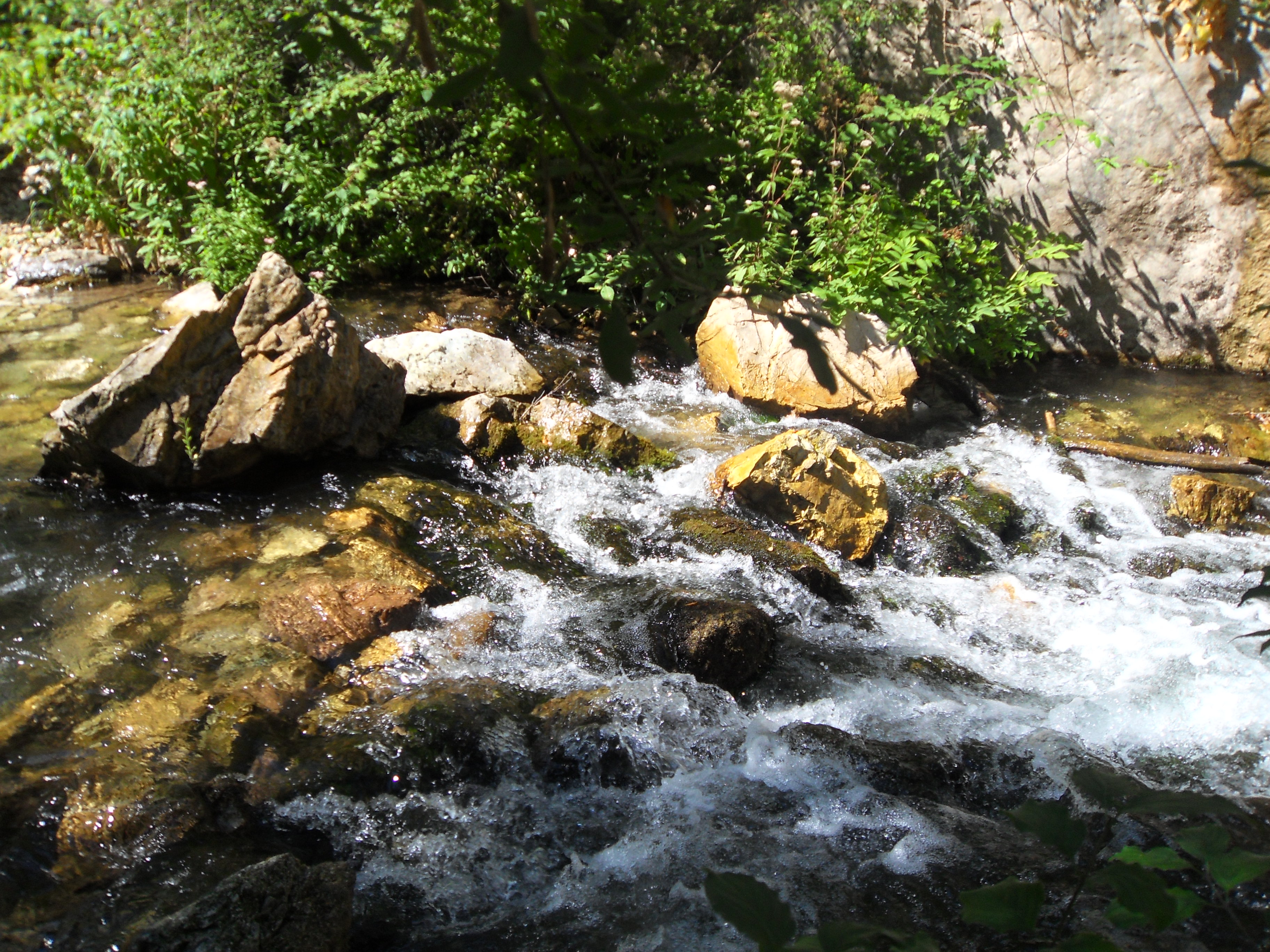
Torrente del Fiastrone lungo le impervie gole del fiume.

Le Lame Rosse sono situate sopra il Lago di Fiastra, nella frazione di San Lorenzo al Lago, Comune di Fiastra, in provincia di Macerata, tra il monte Fiegni (1323 m. slm) e il monte Petrella (1155 m. slm.). Sotto di esse scorre il fiume Fiastrone che ha origine dall'omonimo lago. I percorsi possibili per arrivare alle Lame Rosse sono svariati ma il più comune è quello che parte dal lago di Fiastra, giungendo a destinazione lungo un percorso semplice e breve.
Il paesaggio è incredibile e varia tra lunghi tratti di rigogliosa vegetazione, brevi scorci sul lago fino ad un paesaggio quasi marziano a causa del tipico colore rosso delle Lame.
Per l'abbondanza di acqua, la flora e la fauna sono molto ricche.

## Flora
Come in molte zone del Parco nazionale dei Monti Sibillini sono presenti piante come:
- La rovere
- Il leccio
- Il carpino
- La rosa canina

Sono anche presenti numerosi fiori e funghi in base alle stagioni.

## Fauna
Molti sono gli animali che vivono nel sottobosco o che sovrastano i cieli:
- Il riccio
- L'istrice
- Lo scoiattolo
- Il cinghiale

Ma ci sono stati anche sporadici avvistamenti del lupo appenninico e del gatto selvatico.
Sono presenti anche rapaci come:
- Il biancone
- Il falco pellegrino
- L'astore
- Il gufo reale
- La civetta